# Educated Horses
Educated Horses – trzeci solowy album studyjny amerykańskiego muzyka Roba Zombie. Został wydany 28 marca 2006 roku. Utwór "Foxy Foxy" został pierwszym singlem promocyjnym albumu, do którego Zombie wyreżyserował teledysk. Drugim singlem został "American Witch", z teledyskiem również wyreżyserowanym przez artystę. "Let It All Bleed Out" posłużył za trzeci singel (singel promo).
Utwór "The Lords of Salem" został nominowany w 2009 roku do nagrody Grammy w kategorii "Najlepsze Wykonanie Hard Rocka".

## Lista utworów
1. "Sawdust in the Blood" - 1:22
2. "American Witch" - 3:47
3. "Foxy Foxy" - 3:28
4. "17 Year Locust" - 4:06
5. "The Scorpion Sleeps" - 3:38
6. "100 Ways" - 1:53
7. "Let It All Bleed Out" - 4:09
8. "Death of It All" - 4:22
9. "Ride" - 3:32
10. "The Devil’s Rejects" - 3:54
11. "The Lords of Salem" - 4:13